# Henry Dashwood (3e baronnet)
Henry Watkin Dashwood, 3e baronnet (30 août 1745 - 10 juin 1828) est un propriétaire terrien et homme politique anglais qui siège à la Chambre des communes entre 1775 et 1795. 

## Jeunesse

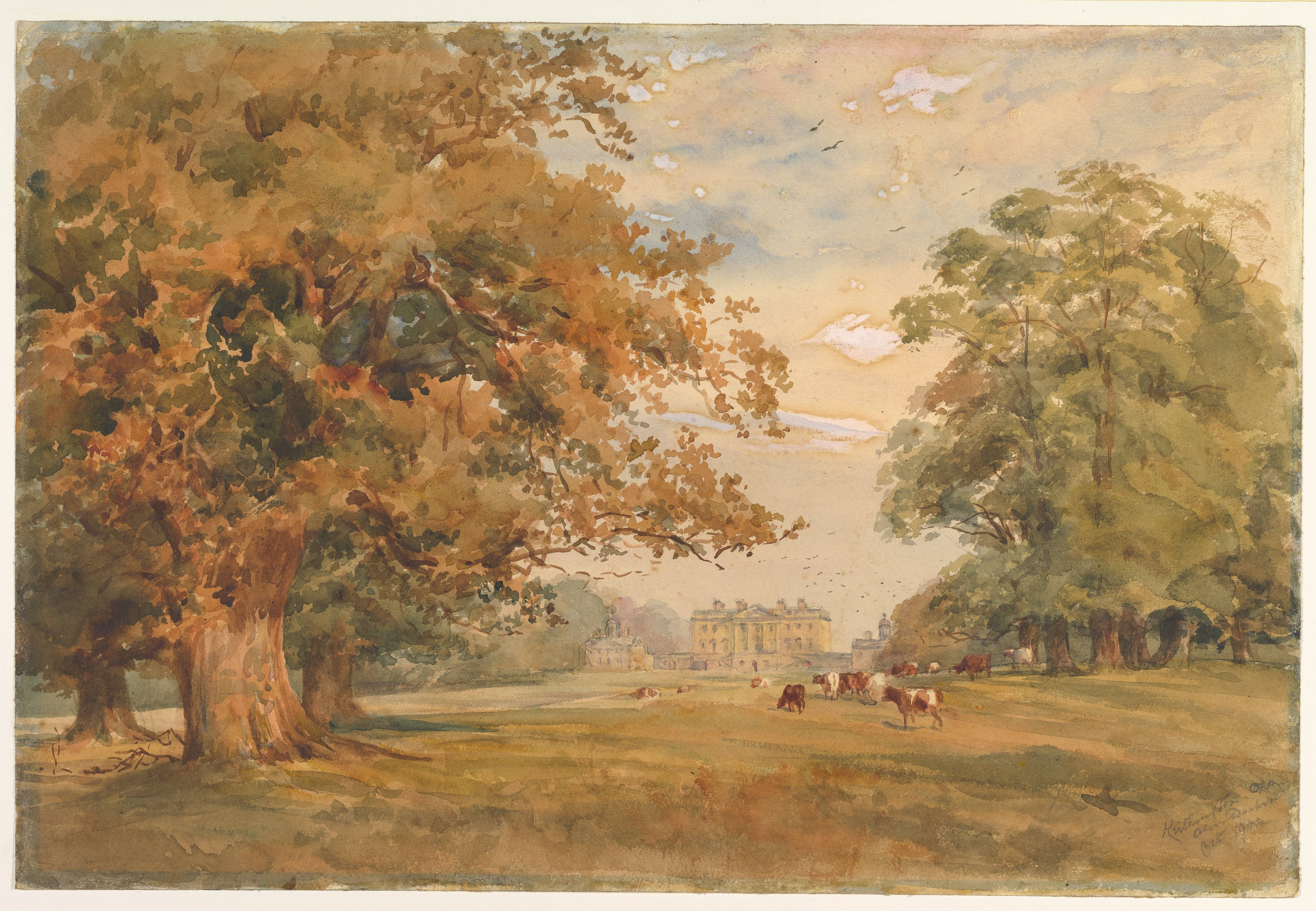
Vue sur Kirtlington Park par Susan Dashwood 1900

Il est le fils aîné survivant de James Dashwood, 2e baronnet de Kirtlington Park, Oxfordshire et de son épouse Elizabeth Spencer, fille d'Edward Spencer de Rendlesham, Suffolk. Il s'inscrit au Brasenose College d'Oxford en 1763 et entreprend un Grand Tour en 1768. Il est extrêmement extravagant et en 1775, son père doit rembourser ses dettes s'élevant à 25 000 £,. 

## Carrière politique
En 1774, il se présente à Wigtown Burghs sur le domaine de son beau-frère John Stewart (7e comte de Galloway). Chaque candidat n'ayant reçu que deux des quatre voix, l'opposant de Dashwood est initialement déclaré vainqueur, mais sur pétition, le résultat est inversé et Dashwood est proclamé député. Il vote en faveur de Lord North dans les années 1770. En 1779, Dashwood succède comme baronnet à son père le 10 novembre. Il épouse Helen Mary Graham, fille de John Graham de Kinross le 17 juillet 1780. Les oncles d'Helen sont les députés William et Robert Mayne et en 1780, il décide de se présenter à Canterbury qui avait été un siège Mayne. 
Dashwood échoue à Canterbury et ainsi qu'à obtenir un poste gouvernemental lucratif. En 1783, il est nommé gentleman de la Chambre privée, une nomination honorifique. Après son héritage, Dashwood vend la plupart des biens de la famille pour payer d'autres dettes. 
Il est un ami du duc de Marlborough et est élu sans opposition sous le patronage du duc dans le Bourg pourri de Woodstock en 1784. Il est réélu sans opposition à chaque élection jusqu'en 1820. 
Dashwood tente de persuader William Pitt le Jeune de lui donner une pairie en 1794, car il est un partisan du gouvernement, mais sans succès.

## Famille

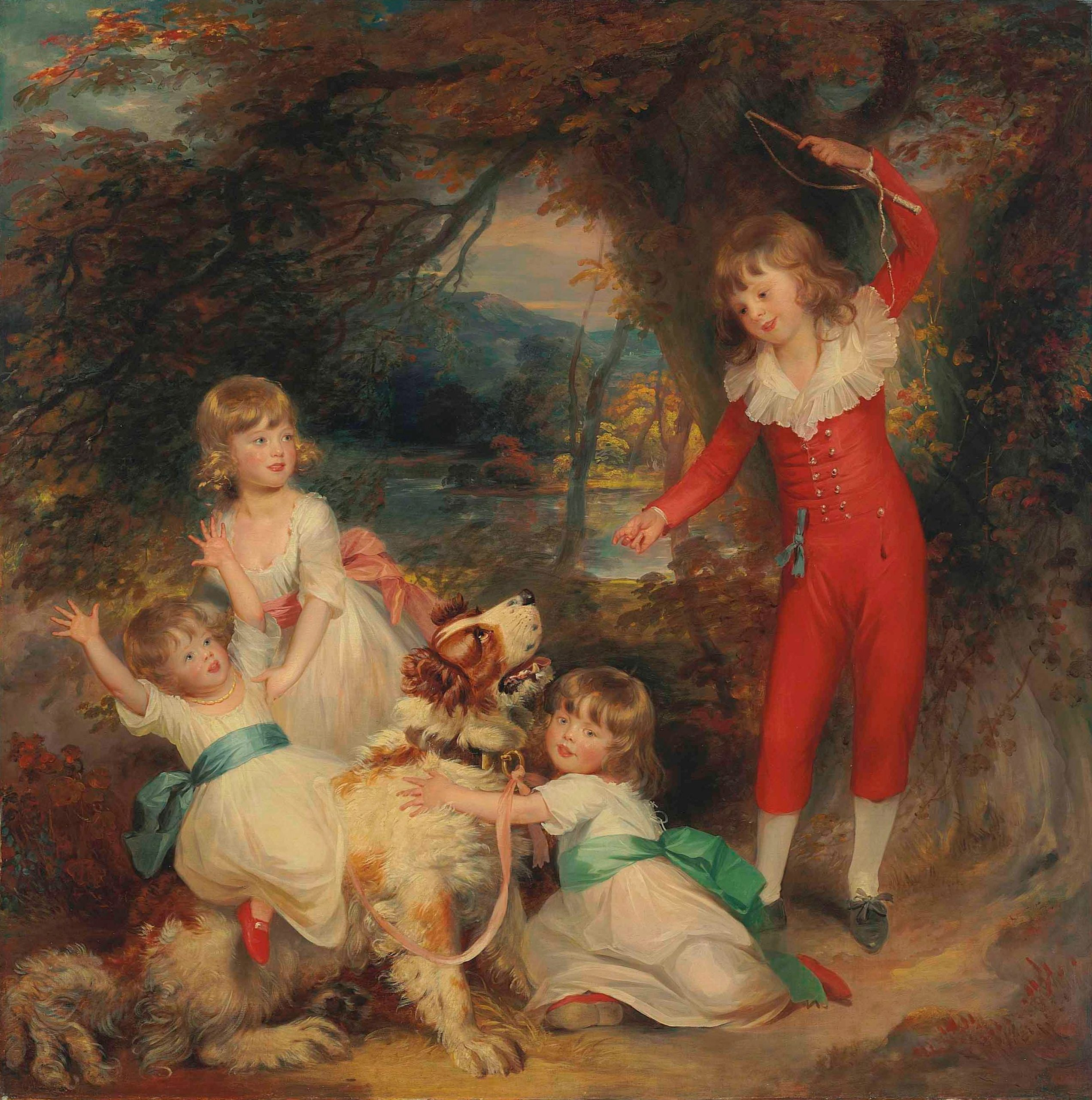
Portrait des enfants de Sir Henry Watkin Dashwood, 3e baronnet (1745-1828), par William Beechey.

Dashwood est décédé le 10 juin 1828. Lui et sa femme ont quatre fils et deux filles, dont: 
- Anna Maria, épouse John Loftus (2e marquis d'Ely)[3]
- George Dashwood, 4e baronnet, qui épouse Sarah Marianne Rowley et leur fille, Susan Caroline Dashwood, épouse Charles George Cholmondeley, vicomte Malpas (né le 9 juillet 1829, décédé le 7 décembre 1869)[4].
- Georgiana Caroline, épouse Jacob Astley (16e baron Hastings)